# 锦官驿
锦官驿是古代四川驿站。清朝时，为成都縣和华阳县的官方驿站，座落在东门府河，南河交汇处附近，向东约30公里与龙泉驿遥相呼应。
锦官驿周边比较有名的历史街道有大同巷、上河坝、黄伞巷、水井街、双槐树街、存古巷等。1980年代锦官驿周边街区为清末及民国时期砖瓦式民居建筑，锦官驿古建筑在解放后改建为锦官驿小学，1983年拆除古建筑，由教委拨款40万元人民币，在原址新建了锦官驿小学，90年代至2000以后， 周边完全拆迁，约2005年锦官驿小学及周边拆迁至牛王庙，在原地址向南100距离左右建设了香格里拉酒店，向北修建兰桂坊酒吧区。附近有一全兴酒店窖池和烧坊，后发现古窖池，是水进坊酒的发祥地。